# 마메시바노 타이군
마메시바노 타이군(일본어: 豆柴の大群, 마메시바의 대군)은 TBS 테레비의 버라이어티 프로그램 『수요일의 다운타운』의 기획인 「MONSTER IDOL(몬스터 아이돌)」에서 결성된 일본의 여성 아이돌 그룹이다. 소속 사무소는 주식회사 WACK. 소속 레이블은 에이벡스 트랙스. 유튜브 채널인 마메Tube(豆Tube)를 매주 금요일에 UP하고 있다. 야스다대 서커스의 쿠로짱이 어드바이저를 맡고 있다. 팬들의 총칭은 「마메류(豆粒)」(마메시바노 타이군 토나이보쇼 a.k.a. MONSTERIDOL(일본어: 豆柴の大群都内某所 a.k.a. MONSTERIDOL) 시대는 「데이만(テイマー)」).

## 개요
2019년, TBS 테레비 『수요일의 다운타운』의 기획인 「MONSTER IDOL(몬스터 아이돌)」내에서 탄생. 그룹명을 「마메시바의 타이군(豆柴の大群)」이라고 해 데뷔했다. 같은 해 12월 19일에 1st 싱글 「りスタート」를 발매. 발매 당초는 아이카, 나오, 하나에, 미유키의 4명으로의 활동이었지만, 동년 12월 25일부터 카에데를 더한 5명으로 활동하게 된다.
2020년이 되면서 「아이카 더 스파이」, 「나오 오브 나오」, 「미유키 엔젤」, 「카에데 피닉스」, 「하나에 몬스터」로 개명했다. 동년 3월 17일부터는 매주 화요일마다 유튜브 영상을 투고하기 시작했다. 동년 10월 9일부터는 매주 금요일로 변경해 투고를 계속하고 있다. 동년 10월 7일에는 메이저 1st 싱글 「AAA(トリプルエー)」를 발매했다. 동년 12월 19일에 1st 사진집 「発芽」를 발매했다.
2021년 1월 20일에 메이저 1st 앨범 「まめジャー!」를 발매했다.
2024년 1월 6일, 도쿄 시모키타자와 SHELTER에서 개최된 토메이한 투어 「MONSTERIDOL TOUR」에서 「토나이보쇼」와 합병해, 「마메시바노 타이군 토나이보쇼 a.k.a. MONSTERIDOL」로 개명.
2025년 1월 8일에 방송된 『수요일의 다운타운』에서 전 멤버인 하나에 몬스터가 복귀해 그룹명을 「마메시바노 타이군」으로 되돌리기로 발표되었다.

## 구성원
- 아이카 더 스파이 (アイカ・ザ・スパイ, 1999년 8월 3일(25세)), 빨강, 아이치현 출신
- 나오 오브 나오 (ナオ・オブ・ナオ, 1999년 8월 20일(25세)), 파랑, 홋카이도 출신
- 레오나 엠파이어 (レオナエンパイア, 1998년 8월 9일(26세)), 골드, 도쿠시마현 출신, 최연장자
- 모모치 엔겔 (モモチ・ンゲール, 2000년 1월 6일(25세)), 실버, 미야기현 출신
- 하나에 몬스터 (ハナエモンスター, 2000년 12월 28일(24세)), 초록, 가나가와현 출신, 최연소, 2023년 12월 25일 탈퇴했으나, 2025년 1월 8일 복귀.

### 전 구성원
- 카에데 피닉스 (カエデフェニックス, 1998년 10월 4일(26세)), 보라, 홋카이도 출신, 2019년 12월 25일 가입
  - 2022년 12월 17일 탈퇴.
- 미유키 엔젤 (ミユキエンジェル, 2000년 11월 8일(24세)), 분홍, 사이타마현 출신
  - 2023년 12월 25일 탈퇴.
- 미쿠 (ミク, 1998년 11월 12일(26세)), 오렌지, 2024년 1월 6일 토나이보쇼와 합병해 가입
  - 2024년 3월 31일 탈퇴.

## 음반

### 싱글
| 순서                                            | 타이틀                            | 의미                                 | 발매일                  | 최고순위                |
| 마메시바노 타이군 (1기)                         | 마메시바노 타이군 (1기)           | 마메시바노 타이군 (1기)              | 마메시바노 타이군 (1기) | 마메시바노 타이군 (1기) |
| ----------------------------------------------- | --------------------------------- | ------------------------------------ | ----------------------- | ----------------------- |
| 1                                               | りスタート                        | 리스타트                             | 2019년 12월 19일        | 1                       |
| 2                                               | 大丈夫サンライズ                  | 괜찮아 서프라이즈                    | 2020년 3월 4일          | 23                      |
| 3                                               | ろけっとすたーと                  | 로켓 스타트                          | 2020년 3월 4일          | 22                      |
| 4                                               | AAA                               | 트리플 에이                          | 2020년 10월 7일         | 4                       |
| 5                                               | 昨日は戻らない / 恋のフルスイング | 어제는 돌아오지 않아 / 사랑의 풀스윙 | 2021년 12월 22일        | 6                       |
| 6                                               | 豆んJOY / 間違いだらけのヒーロー  | 마메 JOY / 실수투성이의 히어로       | 2022년 7월 20일         | 3                       |
| 7                                               | MUST CHANGE                       | 머스트 체인지                        | 2022년 12월 7일         | 3                       |
| 8                                               | ぷりぷり / Sing Along Time!       | 푸리푸리 / 싱어롱 타임!              | 2023년 10월 4일         | 5                       |
| 마메시바노 타이군 토나이보쇼 a.k.a. MONSTERIDOL |                                   |                                      |                         |                         |
| 1                                               | わんダーらんど                    | 원더랜드                             | 2024년 4월 3일          | 6                       |
| 마메시바노 타이군 (2기)                         |                                   |                                      |                         |                         |
| 9                                               | 豆3                               | 마메3                                | 2025년 6월 4일          | 4                       |

### 착신 싱글
- りスタート (2019년 12월 26일)
- FLASH (2020년 5월 14일)
- ドンクサハッピー (2020년 5월 27일)
- らぶ地球 feat.ファーストサマーウイカ (2021년 2월 11일)
- お正月 (2021년 12월 27일)
- 桜色 (2022년 3월 9일)
- MUST CHANGE -WE KEEP CHANGiNG- (2023년 1월 6일)
- 豆サンダー (2023년 7월 29일)
- HiGH HOPES (2024년 8월 1일) - 마메시바노 타이군 토나이보쇼 a.k.a. MONSTERIDOL
- イカサマダンス (2024년 8월 1일) - 마메시바노 타이군 토나이보쇼 a.k.a. MONSTERIDOL
- りロード (2025년 1월 9일)

### 앨범
| 순서                                            | 타이틀                  | 의미                    | 발매일                                       | 최고순위                |
| 마메시바노 타이군 (1기)                         | 마메시바노 타이군 (1기) | 마메시바노 타이군 (1기) | 마메시바노 타이군 (1기)                      | 마메시바노 타이군 (1기) |
| ----------------------------------------------- | ----------------------- | ----------------------- | -------------------------------------------- | ----------------------- |
| 1                                               | スタート                | 스타트                  | 2020년 6월 10일                              | 10                      |
| 2                                               | まめジャー!             | 마메메져!               | 2020년 12월 25일 (선행 발매) 2021년 1월 20일 | 11                      |
| 3                                               | MAMEQUEST               | 마메퀘스트              | 2023년 2월 22일                              | 7                       |
| 마메시바노 타이군 토나이보쇼 a.k.a. MONSTERIDOL |                         |                         |                                              |                         |
| 1                                               | 突破                    | 돌파                    | 2024년 12월 25일                             | 16                      |

### 미니 앨범
| 순서 | 타이틀       | 의미      | 발매일          | 최고순위 |
| ---- | ------------ | --------- | --------------- | -------- |
| 1    | WOW‼シーズン | WOW‼ 시즌 | 2021년 7월 14일 | 4        |

### 베스트 앨범
| 순서 | 타이틀       | 의미       | 발매일           | 최고순위 |
| ---- | ------------ | ---------- | ---------------- | -------- |
| 1    | タイトル未定 | 타이틀미정 | 2025년 11월 12일 | -        |

### 그 외
| 순서 | 타이틀                                             | 의미                                                            | 발매일           | 최고순위 | 비고                          |
| ---- | -------------------------------------------------- | --------------------------------------------------------------- | ---------------- | -------- | ----------------------------- |
| 1    | 柏木由紀なりの豆柴の大群-ずっと気になるズッキーニ- | 카시와기 유키 나름의 마메시바노 타이군-계속 신경 쓰이는 애호박- | 2021년 11월 30일 | 11       | 카시와기 유키와의 콜라보 싱글 |

### 영상 작품
- 豆柴の大群の疾走 (2022년 3월 9일)

## 서적
- 1st 사진집 「発芽」 (2020년 12월 19일, 코단샤, ISBN 978-4-06-522108-2)